# Boana cambui
Boana cambui es una especie de anfibios de la familia Hylidae. Es endémica de Brasil.  Se lo ha visto a 905 metros sobre el nivel del mar.
El macho adulto mide 2.6 a 3.3 cm de largo de hocico a cloaca, y la hembra mide 3.3 cm.  Su cabeza es más ancha que su cuerpo. Por la noche, esta rana es de color marrón oscuro con manchas de color marrón claro y una franja clara a cada lado. Durante el día, esta rana es de color más claro y el contraste entre el color base, las manchas y las rayas es menos pronunciado, pero se ven pequeñas manchas rojas.